# Llano Largo, Michoacán de Ocampo
Llano Largo är en ort i Mexiko.   Den ligger i kommunen Contepec och delstaten Michoacán de Ocampo, i den sydöstra delen av landet, 130 km nordväst om huvudstaden Mexico City. Llano Largo ligger 2 426 meter över havet och antalet invånare är 539.
Terrängen runt Llano Largo är kuperad söderut, men norrut är den platt. Runt Llano Largo är det ganska tätbefolkat, med 80 invånare per kvadratkilometer. Närmaste större samhälle är Amealco, 18,8 km norr om Llano Largo. Omgivningarna runt Llano Largo är en mosaik av jordbruksmark och naturlig växtlighet.